# Flodtimalia
Flodtimalia (Pellorneum rostratum) är en fågel i familjen marktimalior inom ordningen tättingar.

## Utseende
Flodtimalia är en rätt liten (15 cm) oansenlig timalia. Den är brun på hjässa, ovansida och stjärt, på vingar med matt rost- eller kastanjebruna kanter. Undersidan är vitaktig med mjukgrå bröstsidor och flanker. Ansiktet är beigebrunt. Stjärten är relativt kort, näbben rätt lång och smal med krokförsedd spets.

## Utbredning och systematik
Flodtimalian delas in i två underarter:
- Pellorneum rostratum rostratum – förekommer på Malackahalvön, Sumatra, Belitung Island och i arkipelagerna Riau och Lingga
- Pellorneum rostratum macropterum – förekommer på Borneo inklusive Banggi

## Levnadssätt
Flodtimalia hittas i låglänta fukt- och mangroveskogar upp till 200 meters höjd, vanligen nära vatten, både utmed rinnande vattendrag och i kusttrakter. Den ses oftast i par, födosökande efter insekter på marken genom att hoppa runt på stenar, stammar och grenar nära vatten. Fågeln häckar mars–juni i Sydostasien. Det lösa och djupa skålformade boet av döda löv placeras 0,4–1,2 meter upp i en liten rotting eller vid roten i en palm. Däri lägger den två ägg.

## Status
IUCN kategoriserar arten som nära hotad. Världspopulationen uppskattas till mellan en halv miljon och två miljoner adulta individer.